# Tsaphkiel
 (juin 2008).
Si vous disposez d'ouvrages ou d'articles de référence ou si vous connaissez des sites web de qualité traitant du thème abordé ici, merci de compléter l'article en donnant les références utiles à sa vérifiabilité et en les liant à la section « Notes et références ».
Selon la Kabbale, Tsaphkiel est l'archange qui dirige la justice divine, il est celui qui est à la tête de l'armée de juges divins (les intelligences, ou les trônes). Ces anges de Dieu furent souvent pris pour mauvais, car les hommes ne comprenaient pas qu'un juge soit juste, ils sont la justice même de Dieu, sa personnification la plus pure. Ils sont chargés de juger chacune de nos actions et d'y appliquer un karma précis et juste, bon ou mauvais selon les actes commis.